# گردوی دریایی
گردوی دریایی (Mnemiopsis leidyi) گونه‌ای شانه‌دار بومی سواحل غربی اقیانوس اطلس است. به آن «شانه‌دار ژله‌ای زگیل‌مانند» و «شانه‌دار دریایی مهاجم» هم گفته‌اند.
انواع مختلف این شانه‌دار در گذشته گونه‌های مختلف یک خانواده زیستی پنداشته می‌شدند اما امروزه بیشتر جانورشناسان بر این باورند که آنان شکل‌های متفاوت بوم‌شناختی یک گونهٔ واحد می‌باشند.

## توصیف
این جانور بیضی‌شکل و شفاف است با چهار ردیف شانهٔ مژه‌دار که عمودی از بدن وی رُسته‌اند و در وقت پریشانی تلألو سبز-آبی دارند. چندین شاخک‌بازو دارد که نقش اندام تغذیه‌ای را هم ایفا می‌کنند. ۹۷٪ وزن بدن آن‌ها از آب است. جانورانی کوچکند با حداکثر ۷ تا ۱۲ سانتی‌متر طول و ۲٫۵ سانتی‌متر قطر.
گردوی دریایی گوشت‌خوار است و پلانکتون‌های جانوری دیگر از جمله سخت‌پوستان، دیگر شانه داران، تخم و لارو ماهی‌ها و حتی گاه همنوعان کوچک‌تر خود را می‌خورد. آن‌ها شکارچیانی نیز دارند؛ برخی پرندگان و ماهی‌ها و برخی از شانه‌داران دیگر و عروس دریایی.
این شانه‌دار همچون دیگر شانه‌داران به‌طور طبیعی دوجنسیتی است و توانایی خودباروری دارد.

## گونه مهاجم

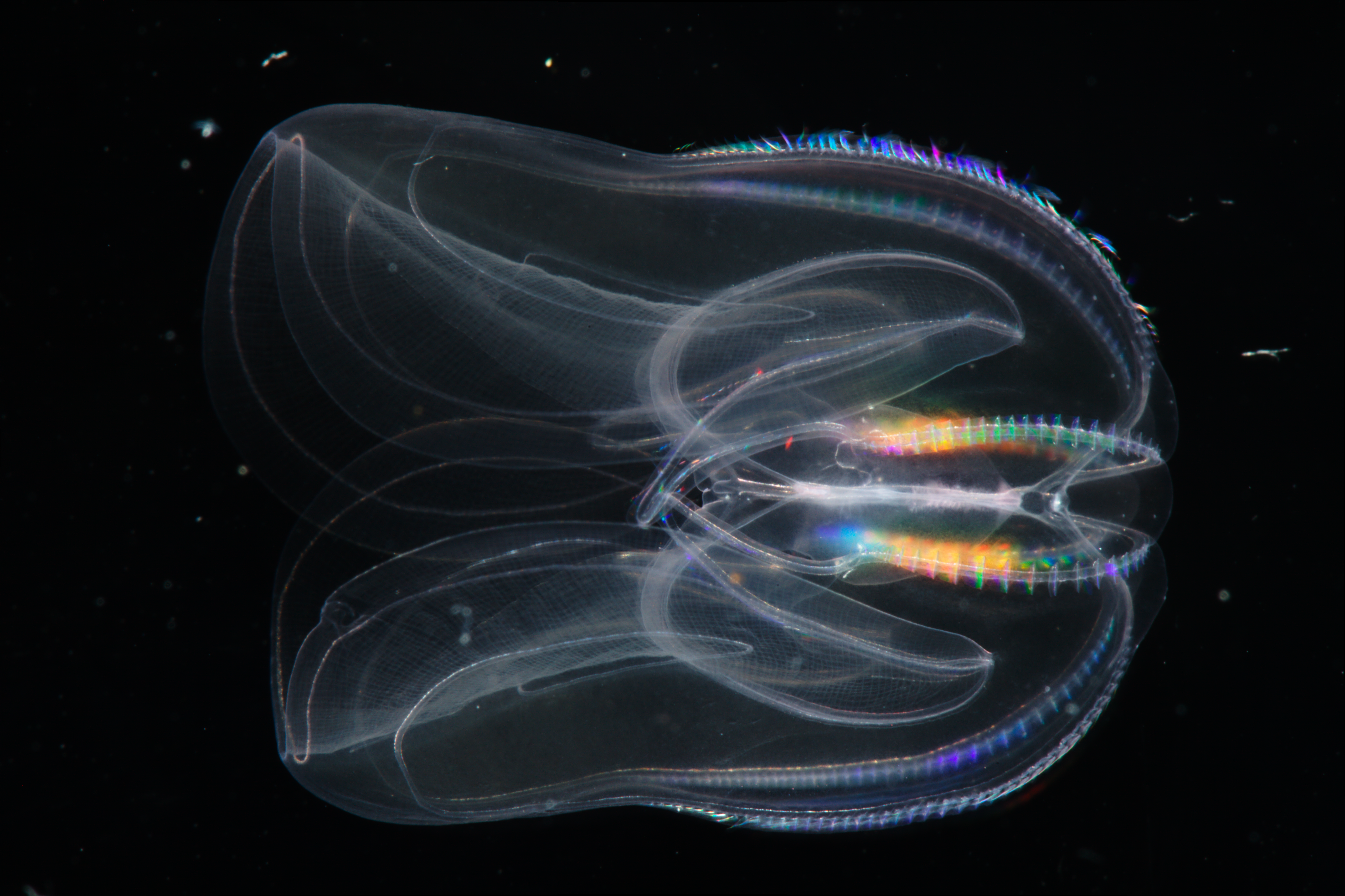
گردوی دریایی

گردوی دریایی بر اثر فعالیت‌های انسانی (مشخصاً از طریق مخزن ِ آب ِ توازن ِ کشتی‌ها) به بسیاری از دریاهای دنیا راه یافته، با توجه به انطباق‌پذیری بالای خود تکثیر شده و در برخی نقاط از جمله دریای سیاه، دریای خزر، دریای شمال و دریای بالتیک به عنوان یک گونهٔ مهاجم آسیب شدیدی به محیط زیست بومی این نواحی وارد آورده‌است.
در دریای خزر از زمان ورود این جانور میزان پلانکتون‌های جانوری ۷۵٪ کاهش یافته، از آن جا که پلانکتون‌های جانوری غذای اصلی ماهی کیلکا و تمامی بچه ماهی‌ها است، شمار کیلکاها کاهش چشمگیری داشته به طوری که مقدار صید آن به کمتر از یک‌چهارم قبل از ورود شانه‌دار رسیده‌است. و از آن‌جا که کیلکا مهمترین غذای بسیاری از جانوران این دریا از جمله ماهیان خاویاری، ماهی آزاد و فک خزری است، به جمعیت این گونه‌ها هم آسیب رسیده‌است. به این ترتیب کل زنجیره غذایی دریا با اختلال مواجه شده‌است.